# 電影故事
《電影故事》（The Movie Story）是一部史美儀执导的香港喜劇剧情片，於1996年上映。劉雅麗、李蕙敏、盧惠光主演。

## 剧情简介
酒吧的收銀員阿朗（劉雅麗飾），她經常看著人來人往，但其實她和那些人是不熟的，她只對貨車司機阿春（盧惠光飾）有好感。另一邊黑幫老大龍哥要求馬伕阿Man（陳豪飾）監管著妓女阿Cat（李蕙敏飾），阿Man經常欠債，雖阿Cat會經常替他還債，但還是還不夠，兩人在一個晚上決定逃亡，但居然巧合遇上另一個故事綫的阿春及阿朗...

## 演員表
| 演員   | 角色 | 粵語配音 | 備註                                  |
| 劉雅麗 | 阿朗 | 陸惠玲   | 酒吧的收銀員，對阿春有暗生情愫。      |
| 盧惠光 | 阿春 | 高翰文   | 貨櫃車司機 被阿朗暗戀，后與其真心相愛 |
| 李蕙敏 | CAT  | 鄭麗麗   | 妓女，化名蕭大波                      |
| 陳豪   | MAN  |          | 馬伕，監管著阿Cat                     |
| 李楓   |      | 曾秀清   | 阿朗母親                              |
| 陳龍   | 廣叔 | 陳永信   | 黑幫龍頭                              |
| 韓坤   | 坤叔 | 黃子敬   | 茶餐廳老板，阿朗父親                  |
| 葛英傑 |      |          |                                       |
| 葉榮祖 | 也叔 |          |                                       |
| 陳浩   | 德叔 | 陳永信   | 阿春好友                              |
| 林雪   | 龍哥 | 羅偉傑   | 黑幫老大                              |
| 陳志輝 |      |          |                                       |
| 午馬   |      |          | 坤叔下屬                              |

## 評價
香港電影評論學會當時的影評稱此片兩男兩女的情感轇轕雖然小情小趣，似充滿人氣，並認為雖然手法仍然幼嫩，條理也欠清晰，似僅就一份創作態度，便值得再加期待。。